# Noël François De Wailly
Noël-François De Wailly (Amiens, 31 de julio de 1724 - París, 7 de abril de 1801) es un gramático y lexicógrafo francés. Hermano del arquitecto Charles De Wailly (1730-1798), alumno del abad Joseph Valart y de Philippe de Prétot, pasó su vida en París, donde dirigió por varios años una escuela dedicada especialmente a los extranjeros que querían aprender francés. Fue padre del poeta Étienne-Augustin De Wailly (1770-1821) y abuelo del archivero Natalis de Wailly.
Publicó los Principes généraux et particuliers de la langue française (París, 1754, in-12, a menudo reimpreso), que revolucionó la enseñanza de la gramática en Francia. El libro fue adoptado como manual por la Universidad de París y un resumen del mismo creado para la enseñanza primaria fue comúnmente empleado en toda Francia.
En 1771, publicó sus Moyens simples et raisonnés de diminuer les imperfections de notre orthographe, donde preconizó una ortografía fonética. Entre sus obras más citadas, se encuentra L'Orthographe des dames (1782) y el Nouveau Vocabulaire français, ou abrégé du dictionnaire de l'Académie (1801). 
Fue llamado al Instituto de Francia con ocasión de su creación en 1795. Asimismo, colaboró activamente en el diccionario de la Academia francesa, publicado en 1798.

## Obras
- Principes généraux et particuliers de la langue française, París, 1754, in-12, varias reimpresiones
- Abrégé de la grammaire française, París, 1754, in-12
- De l'Orthographe ou Moyens simples et raisonnés de diminuer les imperfections de notre orthographe, París, 1771, in-12
- Dictionnaire portatif de la langue française, extracto de César-Pierre Richelet, Lyon, 1774, 2 vol. in-8
- L'Orthographe des dames, 1782
- Nouveau vocabulaire français ou Abrégé du dictionnaire de l'Académie, París, 1801, in-8, varias reimpresiones